# Hydropsyche bidentata
Hydropsyche bidentata là một loài Trichoptera trong họ Hydropsychidae. Chúng phân bố ở miền Tân bắc.